# Karina (cântăreață)
Yu Ji-min ( hangul: 유지민  ; n. 11 aprilie 2000, Seongnam, Coreea de Sud), cunoscută profesional sub numele de CARINA, este o cântăreață, rapper și dansatoare sud-coreeană.
Este liderul grupului de fete sud-coreean aespa, format de SM Entertainment pe 17 noiembrie 2020. De asemenea, este membră a supergrupului Girls On Top⁠(d), care a debutat pe 3 ianuarie 2022.